# シラン (映画)
『シラン』は、2012年公開の日本映画である。「シラン　柴山健次作品集　vol.1」に収録されている3作品のうちの1本。

## ストーリー
1組ずつしか入店出来ないカフェ。巷には噂が広まっていた「そこを訪れたひとは、素直になれる」。門前に佇む女性、新海あかりも素直にならなければいけない状況にあった。 

## キャスト
- 新海あかり：浜口順子
- 新海絵梨子：熊谷ニーナ
- 幸田雅喜：鈴木雄貴
- 栗原奈々：出原美佳
- カップル女：民本しょうこ
- 栗原孝俊 ：坂口候一

## スタッフ
- 監督・脚本：柴山健次
- エグゼクティブプロデューサー：藤原マリエ
- プロデューサー：平敢夫
- 撮影監督：藤田秀紀
- 撮影・照明：篠田力
- 美術：寺尾淳
- 録音：堤聖志
- 助監督：高橋秀一
- ヘアメイク：村田エリ
- スタイリスト：岩田洋一
- 音楽：加藤久貴
- 製作：Decca
- 上映時間：30分